# Thomas Basila
Thomas Basila (Orléans, 30 aprile 1999) è un calciatore francese, difensore dell'Žalgiris.

## Biografia
Di origini congolesi, cresce nella città natale dove muove i primi passi nel mondo del calcio, entrando nel settore giovanile dell’US Orléans all’età di 8 anni. Nel 2013 viene notato dagli osservatori del Nantes, che lo inseriscono nel proprio vivaio. Qui completa la sua formazione calcistica, arrivando fino alla prima squadra.

## Caratteristiche tecniche
È un difensore centrale di piede destro, è dotato di una buona struttura fisica e si distingue per il gioco aereo. Predilige una marcatura semplice e diretta, con uno stile piuttosto essenziale. La sua duttilità gli consente all’occorrenza di adattarsi anche in una difesa a tre. 

## Carriera
Cresciuto nelle dell'US Orléans e successivamente in quelle del Nantes, entra a far parte della seconda squadra del club nel 2016, collezionando 54 presenze e 3 reti fino al 2020. 
Nel 2018 debutta in prima squadra con il Nantes, con cui disputa 9 incontri in Ligue 1 fino al 2021. In seguito passa al Ostenda, senza riuscire a trovare spazio in campo nella sua prima esperienza.
Nel 2021 si trasferisce in prestito all’AS Nancy, in Ligue 2, dove trova maggiore continuità, giocando 27 partite e segnando 2 reti in due stagioni. Tornato all’Ostenda nel 2023, colleziona 12 presenze prima di trasferirsi, nel 2024, all’Al-Mesaimeer, nella seconda divisione del campionato del Qatar, dove inizia una nuova esperienza professionale.

### Nazionale
Con la nazionale Under-20 francese ha preso parte al campionato mondiale di calcio Under-20 2019.